# Seznam letalskih asov indijsko-pakistanskih vojn
Seznam letalskih asov indijsko-pakistanskih vojn je urejen po državah udeleženk.

## Seznami
- seznam indijskih letalskih asov indijsko-pakistanskih vojn
- seznam pakistanskih letalskih asov indijsko-pakistanskih vojn